# Anderson, Texas
Anderson är administrativ huvudort i Grimes County i Texas. Orten har fått sitt namn efter Kenneth Lewis Anderson som var Republiken Texas vicepresident 1844–1845. Anderson hade 222 invånare enligt 2010 års folkräkning. Efter grundandet 1846 fortsatte Anderson att växa fram till år 1885 och hade då 3 000 invånare. Fanthorp Inn öppnades redan 1834, tolv år innan grundandet av countyt och Andersons officiella grundande som dess huvudort. Det var där Kenneth Lewis Anderson dog år 1845.